# Алекуш (Алба)
Алекуш (рум. Alecuș) насеље је у Румунији у округу Алба у општини Шона. Oпштина се налази на надморској висини од 376 m.

## Становништво
Према подацима из 2002. године у насељу је живело 171 становника, од којих су сви румунске националности.